# На путу за Монтевидео
На путу за Монтевидео је српска серија из 2013. Наставак је серије Монтевидео, Бог те видео!, редитељски првенац српског глумца Драгана Бјелоглића по сценарију Срђана Драгојевића и Ранка Божића. Сценарио је написан по истоименој књизи спортског новинара Владимира Станковића која говори о великом успеху репрезентације Краљевине Југославије (коју су тада чинили играчи из Србије) на Светском првенству у фудбалу у Уругвају 1930.
Друга сезона серије носи назив На путу за Монтевидео и прати наставак приче између два филма. Трећа сезона носи назив Монтевидео, видимо се! и бави се Светским првенством у Уругвају.
Прва епизода друге сезоне премијерно је приказана 31. децембра 2012. на РТС-у.

## Радња
У девет нових епизода пратимо путовање репрезентативаца до Уругваја које је почело возом од Београда преко Хрватске, Аустрије, Швајцарске, Лихтенштајна све до марсејске луке где су се укрцали на прекоокеански брод „Флорида“ да би наставили путовање до Монтевидеа. Време одвијања догађаја је у распону од краја 1929. године до почетка септембра 1930. године.

## Ликови
- Александар Тирнанић - Тирке (Милош Биковић) Младић са Чубуре, приморан да бира између рада у фабрици и фудбала. Одабраће фудбал. Једино сећање на погинулог оца у Великом рату је орден - Карађорђева звезда. Природан таленат са Чубурске калдрме, придружује се фудбалском клубу БСК-а, где упознаје Мошу Марјановићa, њих двојица постају нераздвојни пријатељи и легендарни тандем. Иако мангуп, Тирке је амбициозан, праведан, сањар али пре свега, чиста душа.

- Благоје-Моша Марјановић (Петар Стругар) фудбалер БСК-а, једини професионалац у то време, плаћен за сваки постигнут гол. Моша је обучен у по најновијим модним трендовима, вози први Форд Т у Београду, креће се по најелитнијим ноћним клубовима Београда. У познатом Џокеј клубу, упознаје либералну, слободоумну Валерију.

- Роса (Данина Јефтић) љубазна и простодушна. Она је Рајкова и Ђурђина рођака из унутрашњости, долази у Београд како би помогла течи и тетки у кафани. Међутим, Рајко има и друге планове за њу - да је добро уда. Њен долазак привлачи пажњу младог Тиркета.

- Ели Попс (Тамара Драгичевић) београдска госпођица. Кћерка Фридриха Попса, угледног Београдског банкара, вереница Милутина Ивковића „Милутинца“ за кога треба да се уда после повратка са Светског првенства у Уругвају. Ели нема баш пуно другарица и Росу ће примити у своје друштво, запослити и направити од ње још једну госпођицу.

## Улоге
| Глумац                      | Улога                              |
| --------------------------- | ---------------------------------- |
| Милош Биковић               | Александар Тирнанић „Тирке“        |
| Петар Стругар               | Благоје Марјановић „Моша“          |
| Предраг Васић               | мали Станоје                       |
| Милутин Караџић             | Рајко Малетковић                   |
| Бранимир Брстина            | Богдан Таушановић                  |
| Данина Јефтић               | Роса                               |
| Тамара Драгичевић           | Ели Попс                           |
| Небојша Илић                | Бошко Симоновић „Дунстер“          |
| Војин Ћетковић              | Михаило Андрејевић „Андрејка“      |
| Виктор Савић                | Милутин Ивковић „Милутинац“        |
| Никола Ђуричко              | Живковић                           |
| Срђан Тимаров               | Коста Хаџи                         |
| Срђан Тодоровић             | Бора Јовановић, новинар „Политике“ |
| Анита Манчић                | Ђурђа, Рајкова жена                |
| Андрија Кузмановић          | Милован Јакшић „Јакша“             |
| Иван Зекић                  | Ивица Бек                          |
| Александар Радојичић        | Микица Арсенијевић „Балерина“      |
| Ненад Хераковић             | Драгослав Михајловић „Вампир“      |
| Урош Јовчић                 | Ђорђе Вујадиновић „Носоња“         |
| Милан Никитовић             | Бранислав Секулић                  |
| Раде Ћосић                  | Теофило Спасојевић                 |
| Бојан Кривокапић            | Момчило Ђокић „Гусар“              |
| Гордана Ђурђевић-Димић      | Рајна, Тиркетова мајка             |
| Драган Петровић             | Фридрих Попс                       |
| Дарко Томовић               | Данило Стојановић                  |
| Марко Живић                 | Исак                               |
| Лав Гершман                 | Леон                               |
| Марко Пантелић              | Кирил Иванов                       |
| Теодора Ристовски           | Јелица                             |
| Слободан Нинковић           | Ђорђе Кустудић, новинар „ Правде“  |
| Младен Нелевић              | Јовика, Росин отац                 |
| Аљоша Вучковић              | Роберто                            |
| Енис Бешлагић               | Мане Танкосић                      |
| Бојана Грегорић             | Баронеса Хелена Клодовска          |
| Божидарка Фрајт             | Баронесина мајка                   |
| Марта Береш                 | Баронесина слушкиња                |
| Филип Шоваговић             | Ђука                               |
| Горан Навојец               | Брацика                            |
| Наташа Војновић             | Кети                               |
| Тзортзоглоу Стратос         | Арчи                               |
| Нела Михаиловић             | Жанка Стокић                       |
| Данијела Петковић           | Секретарица председника ФИФЕ       |
| Предраг Ејдус               | Бранислав Нушић                    |
| Александар Стојковић        | Конзул Аџемовић                    |
| Андрија Милошевић           | Споменкин муж                      |
| Милован Филиповић           | Милош Црњански                     |
| Марко Николић               | Атанас Божић                       |
| Борис Миливојевић           | Дангубић                           |
| Михаела Стаменковић         | Дана                               |
| Борис Комненић              |                                    |
| Дарко Томовић               |                                    |
| Тијана Печенчић             |                                    |
| Андреј Шепетковски          | кондуктер                          |
| Миодраг Фишековић           | Вићентијевић                       |
| Горан Радаковић             |                                    |
| Ивана Панзаловић            |                                    |
| Бојан Жировић               |                                    |
| Драган Петровић Пеле        |                                    |
| Марко Бркић                 | син возача аутобуса                |
| Радослав Миленковић         |                                    |
| Срба Бјелогрлић             |                                    |
| Тамара Крцуновић            |                                    |
| Борис Пинговић              |                                    |
| Александар Срећковић Кубура | Раде Пашић                         |
| Бојан Димитријевић          | Станислав                          |
| Давор Перуновић             | Конобар у коноби                   |
| Јелена Петровић             | Млада гатара                       |
| Младен Дедић                | Поручник Лазић                     |
| Јаков Јевтовић              |                                    |
| Иван Живковић               | Ђорђе Вајферт                      |
| Алзан Пелешић               | Капетан брода                      |

## Епизоде
| Бр. еп. (укупно) | Бр. еп. (у сезони) | Наслов                   | Редитељ                           | Сценариста                    | Премијера          |
| --- | ------------------ | ------------------------ | --------------------------------- | ----------------------------- | ------------------ |
| 1 | 1                  | Растанак                 | Драган Бјелогрлић                 | Димитрије Војнов, Ранко Божић | 31. децембар 2012. |
| У девет епизода пратимо путовање наших репрезентативаца до Уругваја које је почело возом од Београда преко Хрватске, Аустрије, Швајцарске и Лихенштајна све до Француске и марсејске луке где су се укрцали на прекоокеански брод "Флорида" да би наставили путовање до Монтевидеа. |                    |                          |                                   |                               |                    |
| 2 | 2                  | Колико путују писма      | Драган Бјелогрлић                 | Димитрије Војнов, Ранко Божић | 20. јануар 2013.   |
| Започиње путовање наше фудбалске репрезентације возом до Марсеја, које ће се касније наставити бродом до Уругваја. Фудбалери и руководство се смештају у возу не слутећи да је ту и мали Станоје који се крије да га не примете кондуктери. Живковић је забринут за понашање фудбалера. Тим прави малу прославу уз прасе које им је спремио газда Рајко. Тирке се издваја од осталих и пише љубавно писмо Роси, док га Дунстер у томе саветује. На Чубури Газда Рајко прави прославу поводом испраћаја фудбалера. Роса је тужна због Тиркетовог одласка. Фудбалери стижу у Хрватску, где им се изненада придружују и двојица локалних џепароша... Путовање се наставља уз песму и забаву... |                    |                          |                                   |                               |                    |
| 3 | 3                  | Мат у једном потезу      | Драган Бјелогрлић                 | Димитрије Војнов, Ранко Божић | 27. јануар 2013.   |
| Воз којим путује наша фудбласка делегација се изненада зауставља да би се, под пратњом жандармерије, у њега укрцале Баруница Хелена Клодовска и њена госпођа мајка. У возу настаје пометња због две атрактивне даме. Живковић и Хаџи на све начине покушавају да се додворе Баруници, ипак, она ће показати симпатије према неком другом. Фудбалери импровизују заједнички курс шпанског како би се што боље припремили за боравак у Уругвају. Два путника џепароша задобијају поверење Малог Станоја који се још увек крије у поштанском вагону воза. Нестаје Живковићева торба пуна новца.... Истовремено на Чубуру по први пут стиже аутобус, што је изазвало велику радост и радозналост комшилука, али и газда Боћину несмотреност која га је замало коштала живота. Ели долази код Росе и позива је да иду заједно на море које Роса никада у свом животу није видела. |                    |                          |                                   |                               |                    |
| 4 | 4                  | Час одлуке               | Драган Бјелогрлић                 | Димитрије Војнов, Ранко Божић | 3. фебруар 2013.   |
| Брига и очај фудбалског руководства због нестале торбе пуне новца доводи чак у питање и наставак пута за Монтевидео. Уз то се се јавља и нови проблем када се открије да је Мали Станоје без ичије сагласности кренуо на пут без докумената и путне карте и дилема да ли Тиркетову талију вратити у Београд. Након симпатија које је Баруница Хелена показала према Дунстеру, заправо, откривамо његову велику тајну из прошлости... На Чубуру изненада долази Росин отац Јовика са намером да је води са собом и врати у село да је уда. Његова одлука јако погађа Росу али и газда Рајка и његову жену Ђурђу ... |                    |                          |                                   |                               |                    |
| 5 | 5                  | У туђем свету            | Драган Бјелогрлић                 | Димитрије Војнов, Ранко Божић | 10. фебруар 2013.  |
| Воз пристаје у Лихтенштајну где ће путници преноћити. То вече свако проводи на свој начин. Играчи у дружењу, Андрејка у занимљивом друштву са старијом Баруницом, а Моша у новој љубавној авантури. Божа Дунстер, надокнађује пропуштено у свом односу са старом љубављу, Баруницом Хеленом, што га ставља на страшне муке и близу одлуке да не настави пут за Монтевидео. На Чубури газда Рајко и његова жена Ђурђа јако пате због Росиног одласка, све док се није појавио Елин отац, господин Фридрих Попс, који доноси неочекиване новости. Чудо технике, телефон, долази на Чубуру, али не код брице Богдана како је тражио, већ код газда Рајка... |                    |                          |                                   |                               |                    |
| 6 | 6                  | Ивица Бек                | Драган Бјелогрлић                 | Димитрије Војнов, Ранко Божић | 17. фебруар 2013.  |
| Наш тада једини професионални фудбалер у француским клубовима, чувени Ивица Бек, који се одазвао позиву да буде члан репрезентације, дочекује нашу екипу на станици у Франсуској, да би као појачање тиму кренуо са њима на пут за Монтевидео на Прво светско првенство у фудбалу. Путовање возом се завршава у Марсеју где је у луци усидрен прекоокеански поштански брод "Флорида". Сад се јавља проблем како малог Станоја прошверцовати на брод, али играчи долазе на ингениозну идеју... Сви су фасцинирани огромним бродом којим настављају пут, усхићени се укрцавају и смештају по кабинама. Роса је са Ели на мору, у Котору, где јој се догађа неочекиван сусрет. |                    |                          |                                   |                               |                    |
| 7 | 7                  | Како се препознаје љубав | Иван Живковић                     | Димитрије Војнов, Ранко Божић | 24. фебруар 2013.  |
| 8 | 8                  | Са оне стране екватора   | Иван Живковић и Драган Бјелогрлић | Димитрије Војнов, Ранко Божић | 3. март 2013.      |
| Наши играчи проводе своје прво вече на прекоокеанском броду "Флорида", на путу за Монетвидео, на коме се налази пуно путника из различитих крајева света. Фудбалери за вечером скрећу пажњу једном америчком путнику. Ивица Бек види себе као звезду у односу на своје саиграче и удвара се лепој и провокативној Американки. Те вечери почиње олуја и страшно невреме на мору због чега је већини позлило. Једна девојчица инспирише малог Станоја да јој напише најлепше љубавно писмо. Следећег дана, у цик зоре, наши репрезентативци имају први тренинг за припреме за предстојeће Првенство. На Чубури је дошло до неспоразума између Рајка и Боће због Рајкове жеље да направи свадбу за Росу, док се она проводи са својом новом пријатељицом Ели у Котору. |                    |                          |                                   |                               |                    |
| 9 | 9                  | Молитва за срећан крај   | Иван Живковић и Драган Бјелогрлић | Димитрије Војнов, Ранко Божић | 10. март 2013.     |
| Деветом епизодом ТВ серије На путу за Монтевидео, завршава се приказивање серијала, о путовању фудбалске репрезентације Краљевине Југославије од Београда до Монтевидеа на Прво светско првенство... |                    |                          |                                   |                               |                    |

## Награде
- Награду за најбољи Глумачки пар године по избору читалаца ТВ Новости добили су Данина Јефтић за улогу Росе и Милош Биковић за улогу Тиркета која им је свечано уручена на 48. Филмским сусретима у Нишу 2013. године.[4]

## Занимљивости
- Живковић није ишао на пут у Монтевидео, као што је приказано у серији.[5]